# Elimia semicarinata
Elimia semicarinata är en snäckart som först beskrevs av Thomas Say 1829.  Elimia semicarinata ingår i släktet Elimia och familjen Pleuroceridae. Inga underarter finns listade i Catalogue of Life.